# Neuenmuhr

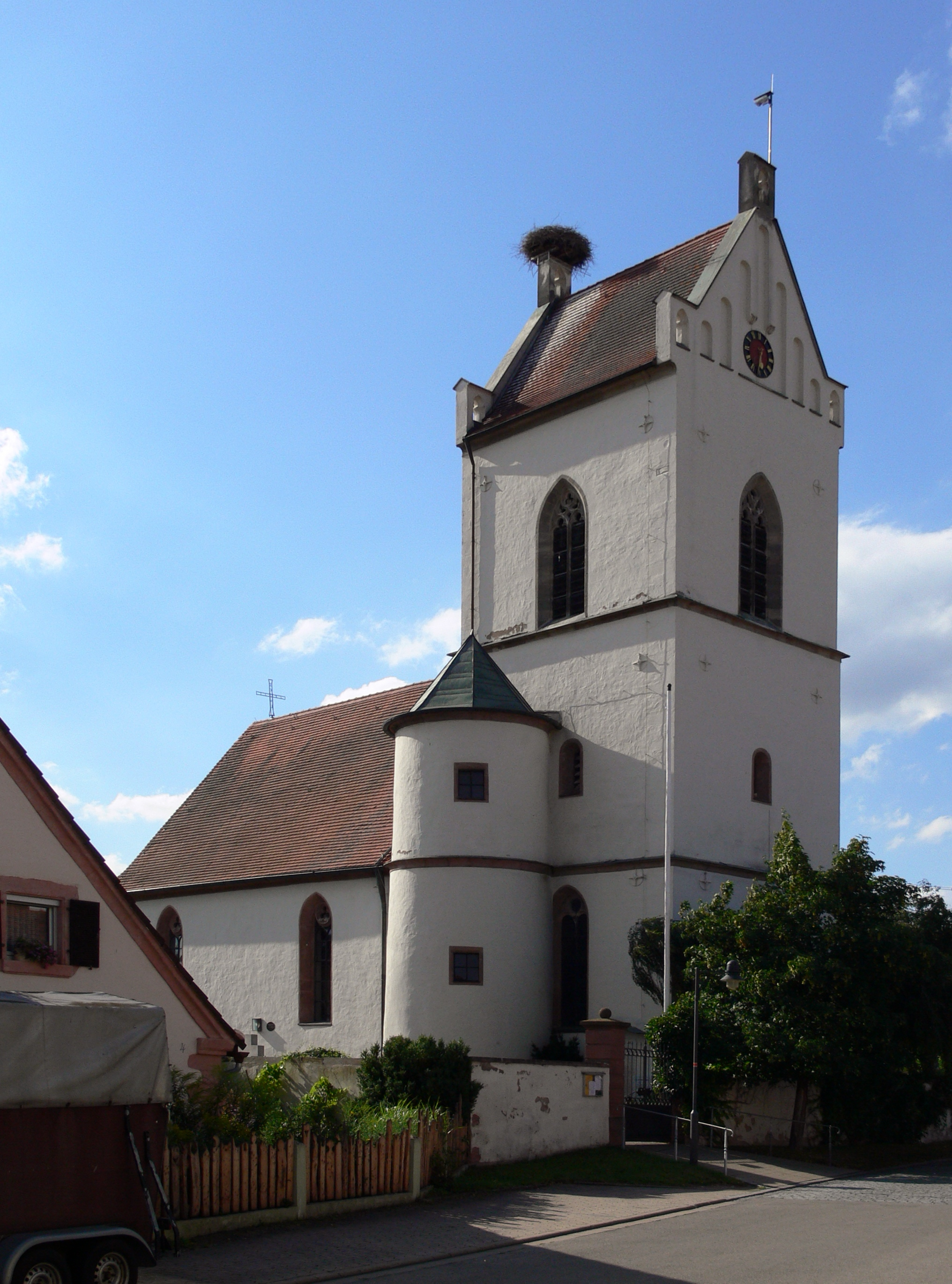
Kirche St. Jakobus

Neuenmuhr ist ein Wohnplatz der Gemeinde Muhr am See im Landkreis Weißenburg-Gunzenhausen (Mittelfranken, Bayern). Die Gemarkung Neuenmuhr hat eine Fläche von 2,773 km². Sie ist in 581 Flurstücke aufgeteilt, die eine durchschnittliche Fläche von 4773,50 m² haben. Der Ort war bis zum 31. Dezember 1975 eine eigenständige Gemeinde.

## Lage
Der ehemals baulich eigenständige Ort ist heute mit Altenmuhr und Stadeln zu Muhr am See verwachsen. Neuenmuhr ist dabei der südöstliche Teil. Den westlichen Rand bildet in etwa die Freiherr-von-Lentersheim-Straße.

## Geschichte
Neuenmuhr ist ein typisches Rodungsdorf. Im Gegensatz zur Nachbargemeinde Altenmuhr war es im Mittelalter nicht befestigt. Am Südrand des Dorfes stand das heute abgegangene Schloss Neuenmuhr, welches das prächtigste im Altmühltal war. Heute erinnert ein Gedenkstein an den Bau. Die Ortschaft wurde im Dreißigjährigen Krieg weitgehend niedergebrannt und in den Folgejahren wieder aufgebaut.
Neuenmuhr erstreckte sich ursprünglich vom Neuenmuhrer Schloss im Süden bis zur evangelisch-lutherischen St.-Jakobus-Kirche im Norden und von der Gunzenhäuser Straße im Süden bis zum Dorfweiher im Südosten.

## Politik

### Bürgermeister
- 1945–1951: Johann Föttinger
- 1952–1960: Karl Völler
- 1960–1975: Herbert Habel[4]